# Цешдорф
Цешдорф (нім. Zeschdorf) — громада в Німеччині, розташована в землі Бранденбург. Входить до складу району Меркіш-Одерланд. Складова частина об'єднання громад Лебус.
Площа — 40,32 км2. Населення становить 1236 ос. (станом на 31 грудня 2020).